# Jean Hagen
Jean Shirley Verhagen (Chicago, 3 de agosto de 1923 - 29 de agosto de 1977), conocida como Jean Hagen, fue una actriz estadounidense nominada al Premio Óscar.
Su verdadero nombre era Jean Shirley Verhagen, nació en Chicago, Illinois. Estudió teatro y trabajó como acomodadora antes de debutar en el cine en un papel de mujer fatal en La costilla de Adán (1949). 

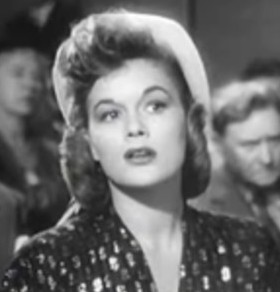
Hagen en La costilla de Adán (1949).

La jungla de asfalto (1950) dio a Hagen su primer papel protagonista, además de excelentes críticas. Ella es posiblemente más recordada por su actuación cómica en Cantando bajo la lluvia (1952). Por interpretar a la vanidosa y carente de talento estrella del cine mudo Lina Lamont, Hagen recibió una nominación al Premio Oscar como mejor actriz secundaria en 1953. Metro-Goldwyn-Mayer no supo facilitar a Hagen un papel de calidad acorde a su creciente popularidad, y en 1953 se unió al reparto de la serie televisiva Make Room for Daddy. En el papel de la primera esposa de Danny Thomas, Hagen recibió tres nominaciones a los Premios Emmy, pero tras tres temporadas abandonó la serie. 
Aunque tuvo frecuentes apariciones como artista invitada en diversas series de televisión, fue incapaz de retomar su exitosa carrera cinematográfica, y únicamente participó en papeles secundarios, tales como el de la amiga de Bette Davis en Dead Ringer (Su propia víctima) (1964).
En los años sesenta la salud de Hagen era delicada, por lo que necesitó cuidados y diversas hospitalizaciones. 
En 1976, volvió con una serie de papeles en episodios de series televisivas tales como Starsky y Hutch y Las calles de San Francisco, tuvo una última aparición en la película televisiva de 1977 Alexander:The Other Side of Dawn, antes de su fallecimiento a causa de un cáncer de garganta a los 54 años de edad.
Hagen tiene una estrella en el Paseo de la Fama de Hollywood por su contribución a la televisión, en el 1502 de Vine Street.

## Premios y distinciones
Premios Óscar
| Año  | Categoría               | Película                | Resultado |
| ---- | ----------------------- | ----------------------- | --------- |
| 1953 | Mejor actriz de reparto | Cantando bajo la lluvia | Nominada  |